# 혀인두신경
혀인두신경 (glossopharyngeal nerve, /ˌɡlɒsoʊfəˈrɪn(d)ʒiəl, -ˌfærənˈdʒiːəl/) 또는 설인두신경(舌咽頭神經)은 제9뇌신경, 뇌신경 IX 또는 간단히 CN IX로도 불리고 있으며 상부 숨뇌의 측면에서 뇌줄기를 빠져나가는 뇌신경이다. 혀인두신경은 미주신경 바로 앞쪽(코에 더 가까운 방향)에 있다. 혼합신경(감각운동)이기 때문에 구심성 감각 및 원심성 운동 정보를 전달한다. 혀인두신경의 운동신경 부분은 배아 숨뇌의 기저판에서 유래하는 반면, 감각신경 부분은 두개골 신경 능선(cranial neural crest)에서 유래한다.

## 참조
1. ↑  “Glossopharyngeal | Definition of Glossopharyngeal by Oxford Dictionary on Lexico.com also meaning of Glossopharyngeal”. 《Lexico Dictionaries | English》. 2021년 3월 12일에 원본 문서에서 보존된 문서.
2. ↑  Verberne, Anthony J. M. (2003년 1월 1일), 〈Medulla Oblongata〉,   Aminoff, Michael J.; Daroff, Robert B., 《Encyclopedia of the Neurological Sciences》 (영어), New York: Academic Press, 54–63쪽, doi:10.1016/b0-12-226870-9/00785-1, ISBN 978-0-12-226870-0, 2020년 12월 31일에 확인함